# Parafia Miłosierdzia Bożego w Goździe
Parafia Miłosierdzia Bożego w Goździe – rzymskokatolicka parafia w Goździe, należąca do dekanatu pionkowskiego w diecezji radomskiej.

## Historia
Parafia erygowana została 1 września 1989 przez bp. Edwarda Materskiego z wydzielonych wiosek parafii Kuczki. Kościół pw. Miłosierdzia Bożego zbudowany został w latach 1984–1991 staraniem ks. Czesława Jeromina i ks. Zbigniewa Skorży, według projektu arch. Wojciecha Chmielewskiego, Piotra Sikory i konstr. Jana Chmielewskiego. Poświęcenia dokonał bp. Edward Materski 22 września 1991. Konsekracji świątyni dokonał 5 października 2014 bp. Henryk Tomasik. Kościół jest murowany z cegły czerwonej w stylu nowoczesnym.

## Księża
- ks. kan. Zbigniew Krzysztof Skorża – proboszcz (od 1989)
- ks. mgr Łukasz Jabłoński-wikariusz

## Terytorium
- Do parafii należą: Adamów, Budy Niemianowskie, Czarny Lasek, Gózd, Karszówka i Lipiny[1].